# Georg Hermann Quincke

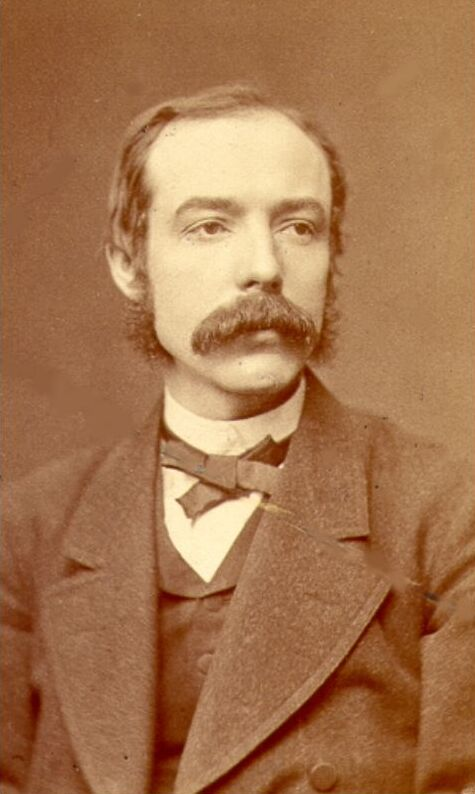
Georg Hermann Quincke (c. 1860).

Georg Hermann Quincke (Fráncfort del Óder, 19 de noviembre de 1834-Heidelberg, 13 de enero de 1924) fue un físico alemán.

## Vida
Su padre fue Hermann Quincke, su hermano menor fue un famoso internista, Heinrich Irenaeus Quincke; el hijo de Georg Hermann Quincke fue el químico y profesor universitario Friedrich Quincke.
Estudió física, química y matemáticas en Königsberg, Heidelberg y Berlín, donde se doctoró en 1858 con un trabajo sobre la capilaridad del Mercurio. En 1859 consiguió la habilitación. En 1863 se casó con Rebecca Rieß, la hija del físico Peter Rieß. La Universidad de Berlín le nombró Profesor Extraordinario de física en 1865.
En sus trabajos científicos se centró especialmente en la capilaridad, la acústica, el magnetismo, la óptica y la electricidad. Investigó los fluidos coloidales y sus propiedades eléctricas, y también las fuerzas moleculares. En 1866 diseñó el tubo de Quincke para la medición de longitudes de onda acústicas. Impartió clases, entre otros, a  Albert A. Michelson, Carl Ferdinand Braun y Philipp Lenard. Fue miembro de la Academia de Ciencias de Gotinga, de la Academia de Ciencias de Baviera, de la Academia Prusiana de las Ciencias, de la Deutsche Akademie der Naturforscher Leopoldina, de la Royal Society, de la Real Academia de Bélgica, de la Academia de las Ciencias de Heidelberg, de la Academia de Uppsala y de la Real Academia Escocesa.
Se han nombrado calles en su honor en Heidelberg, Fráncfort del Óder y Kiel.

## Reconocimientos
- Doctor honoris causa (Universidad de Wurzburgo)
- Doctor honoris causa (Universidad de Oxford)
- Doctor honoris causa (Universidad de Glasgow)
- Doctor honoris causa (Universidad de Cambridge)
- Miembro de honor de la Deutsche Physikalische Gesellschaft
- Miembro de honor de la Physikalischer Verein